# ロバート・ドーナット
ロバート・ドーナット  (Robert Donat, 1905年3月18日 - 1958年6月9日) はイギリス出身の舞台俳優、映画俳優。映画俳優としては端正かつ上品なルックスから主にイギリスが舞台となる作品に出演し、1939年度のアカデミー主演男優賞を獲得した。甥のピーター・ドゥナットも俳優。

## 略歴
マンチェスター・ウィシントン出身。1921年に16歳で初舞台を踏み、1932年に映画デビュー。同年、チャールズ・ロートン主演の『ヘンリー八世の私生活』での演技が評判となり、その後は洗練された英国紳士役でアルフレッド・ヒッチコックの『三十九夜』に出演して人気を博す。なお、ヒッチコックは次作の『間諜最後の日』、『サボタージュ』、『レベッカ』にドーナットを起用しようとしたが叶わなかった。以後、ルネ・クレールの『幽霊西へ行く』、ジャック・フェデーの『鎧なき騎士』などに出演する。
1938年、『城砦』でアカデミー主演男優賞ノミネート。翌1939年、クラーク・ゲーブルやローレンス・オリヴィエやジェームズ・スチュワートといった強力な対抗馬を抑えて、『チップス先生さようなら』でアカデミー主演男優賞を受賞した。
しかし、その後は舞台を中心に活動し、慢性的な喘息にも悩まされたことから、30年近いキャリアがありながらも、映画出演数が20本と極めて少ない。ハリウッドを好まず、ドーナットが生涯で出演した映画作品のうち、唯一自身が渡米して撮影されたのは1934年の『巌窟王』のみで、『ロミオとジュリエット』などのその他のハリウッド作品は出演依頼を断っている。
また、喘息発作が俳優としての活動に影響を及ぼし、主演が決定していた『海賊ブラッド』は喘息によりエロール・フリンが代役となり、『鎧なき騎士』では撮影途中でドーナットが喘息で入院したことで、撮影が二ヶ月間延期された。また、デヴィッド・リーンの『ホブスンの婿選び』についても主演する予定だったが、体調悪化のため、途中降板せざるを得なかった。伝記作家のデビッド・シップマンはドーナットの喘息は心身症であった可能性があると指摘している。
1958年の『六番目の幸福』が遺作となり、6月9日にロンドンで死去した。53歳没。
脚本家の和田夏十はドーナットのファンで、自分のペンネームの夏十（なっとう）も彼の名前からつけたものだった。

## 主な出演作品
| 公開年 | 邦題 原題                                            | 役名                     | 備考                      |
| ------ | ---------------------------------------------------- | ------------------------ | ------------------------- |
| 1933   | ヘンリー八世の私生活 The Private Life of Henry VIII. | トマス・カルペパー       |                           |
| 1934   | 巌窟王 The Count of Monte Cristo                     | エドモン・ダンテス       |                           |
| 1935   | 三十九夜 The 39 Steps                                | リチャード・ハネイ       |                           |
| 1935   | 幽霊西へ行く The Ghost Goes West                     | マードック／ドナルド     |                           |
| 1937   | 鎧なき騎士 Knight Without Armour                     | エインズリー・フォザギル |                           |
| 1938   | 城砦 The Citadel                                     | アンドリュー・マンソン   |                           |
| 1939   | チップス先生さようなら Goodbye, Mr. Chips            | チップス先生             | アカデミー主演男優賞 受賞 |
| 1948   | ウィンスロー少年 The Winslow Boy                     | サー・ロバート・モートン |                           |
| 1958   | 六番目の幸福 The Inn of the Sixth Happiness          | ヤン・チェン             |                           |